# جيل ماكورميك
جيل ماكورميك (بالإنجليزية: Jill McCormick)‏ هي عارضة أمريكية، ولدت في 11 نوفمبر 1977 في لوس أنجلوس في الولايات المتحدة.

## روابط خارجية
- جيل ماكورميك على موقع IMDb (الإنجليزية)
- جيل ماكورميك على موقع دليل عارضات الأزياء (الإنجليزية)